# Rivula dipterygosoma
Rivula dipterygosoma là một loài bướm đêm trong họ Erebidae.